# 菲尔森县
菲尔森县（Kreis Viersen）是德国北莱茵-威斯特法伦州西部的一个县，隶属于杜塞尔多夫行政区，首府菲尔森。